# Timothy Cheruiyot
Timothy Cheruiyot (Bomet, 20 november 1995) is een Keniaans middellangeafstandsloper, die is gespecialiseerd in de 1500 m. Hij nam eenmaal deel aan de Olympische Spelen en won hierbij een zilveren medaille. Hij werd in 2019 op deze afstand ook wereldkampioen.

## Biografie
In 2015 nam Cheruiyot deel aan de WK in Peking. Tijdens zijn debuut op het hoogste niveau kwalificeerde Cheruiyot zich voor de finale van de 1500 m. In deze finale was hij goed voor een zevende plaats. Een jaar later behaalde Cheruiyot een eerste medaille op een internationaal kampioenschap dankzij een zilveren medaille op de 1500 m op de Afrikaanse kampioenschappen in Durban, waarin hij enkel de Marokkaan Fouad Elkaam voor zich moest laten. Hij won in 2016 ook zijn eerste Diamond League-meetings.

### 2017: WK-zilver en eindwinnaar van de Diamond League
Tijdens de WK van 2017 in Londen liep Cheruiyot naar de zilveren medaille in de finale van de 1500 m. De wereldtitel ging naar zijn landgenoot Elijah Manangoi. Later dat jaar kon Cheruiyot dankzij onder andere winst in de BAUHAUS-galan-meeting in Stockholm en een tweede plaats op Herculis in Monaco zich plaatsen voor de Diamond League-finale tijdens de Weltklasse-meeting in Zürich. In deze finale van de 1500 m was hij in een tijd van 3.33,93 de beste, voor zijn landgenoten Silas Kiplagat en Elijah Manangoi.

### 2018: nieuwe eindwinst Diamond League
In 2018 was Cheruiyot opnieuw goed voor twee zilveren medailles: eerst werd hij opnieuw tweede op de Afrikaanse kampioenschappen, om nadien naar zilver te lopen op de Gemenebestspelen. Op beide kampioenschappen was het telkens opnieuw Elijah Manangoi, die net iets sterker was. Cheruiyot domineerde in 2018 de Diamond League dankzij overwinningen tijdens zowel de meetings van Parijs, Monaco, Rome, Shanghai als de finale in Zürich.

### 2019: wereldkampioen op de 1500 m
Ook in 2019 won Cheruiyot opnieuw de 1500 m op de Diamond League. Op 6 oktober 2019 behaalde Cheruiyot zijn eerste titel op een internationaal kampioenschap. Tijdens de WK in Doha was hij de snelste in de finale van de 1500 m. Met een tijd van 3.29,26 was hij ruim twee seconden sneller dan de Algerijn Taoufik Makhloufi en de Pool Marcin Lewandowski.

### 2021: Olympisch zilver
In 2021 maakte Cheruiyot zijn olympisch debuut op de uitgestelde Olympische Spelen van 2020 in Tokio. In de finale van de 1500 m liep hij naar de zilveren medaille, achter Jakob Ingebrigtsen.

## Titels
- Wereldkampioen 1500 m - 2019
- Keniaans kampioen 800 m - 2019
- Keniaans kampioen 1500 m - 2017, 2018

## Persoonlijke records
Outdoor
| Afstand | Prestatie | Datum            | Plaats  |
| ------- | --------- | ---------------- | ------- |
| 800 m   | 1.43,11   | 22 augustus 2019 | Nairobi |
| 1500 m  | 3.28,28   | 9 juli 2021      | Monaco  |
| Mijl    | 3.49,64   | 27 mei 2017      | Eugene  |
| 2000 m  | 5.03,05   | 11 juni 2020     | Nairobi |
| 5000 m  | 13.47,20  | 6 maart 2020     | Monaco  |

## Belangrijkste resultaten

### 1500 m
Kampioenschappen
- 2015: 7e WK - 3.36,05
- 2016:  Afrikaanse kampioenschappen - 3.39,71
- 2017:  WK - 3.33,99
- 2018:  Afrikaanse kampioenschappen - 3.35,93
- 2018:  Gemenebestspelen - 3.35,17
- 2019:  WK - 3.29,26
- 2021:  OS - 3.29,01
- 2022: 6e WK - 3.30,69
- 2022:  Gemenebestspelen - 3.30,21

Diamond League-podiumplaatsen
- 2016:  Meeting International Mohammed VI d'Athlétisme de Rabat - 3.33,61
- 2016:  Memorial Van Damme - 3.31,34
- 2017:  BAUHAUS-galan - 3.30,77
- 2017:  Herculis - 3.29,10
- 2017:  Weltklasse Zürich - 3.33,93
- 2017:  Eindzege Diamond League
- 2018:  Meeting de Paris - 3.29,71
- 2018:  Herculis - 3.28,41
- 2018:  Weltklasse Zürich - 3.30,27
- 2018:  Golden Gala - 3.31,22
- 2018:  Diamond League Shanghai - 3.31,48
- 2018:  Eindzege Diamond League
- 2019:  Doha Diamond League - 3.32,47
- 2019:  BAUHAUS-galan - 3.35,79
- 2019:  Athletissima - 3.28,77
- 2019:  Herculis - 3.29,97
- 2019:  Memorial Van Damme - 3.30,22
- 2019:  Eindzege Diamond League
- 2020:  Herculis - 3.28,45
- 2020:  BAUHAUS-galan - 3.30,25
- 2021:  Doha Diamond League - 3.30,48
- 2021:  BAUHAUS-galan - 3.32,30
- 2021:  Herculis - 3.28,28
- 2021:  Weltklasse Zürich - 3.31,37
- 2022:  Doha Meeting - 3.36,16
- 2021:  Eindzege Diamond League
- 2022:  Weltklasse Zürich - 3.30,27

### Mijl
- 2015:  Prefontaine Classic - 3.55,80
- 2016:  London Müller Anniversary Games - 3.53,17
- 2017:  Prefontaine Classic - 3.49,64
- 2018:  Prefontaine Classic - 3.49,87
- 2019:  Prefontaine Classic - 3.50,49
- 2021:  Prefontaine Classic - 3.51,17
- 2022:  Prefontaine Classic - 3.50,77

### 4 x 800 m
- 2015:  IAAF World Relays - 9,17.20